# 妮雪兒·尼柯斯
妮雪兒·尼柯斯（英語：Nichelle Nichols，/nɪˈʃɛl/ nish-EL；1932年12月28日—2022年7月30日），本名格雷絲·戴爾·尼柯斯（Grace Dell Nichols），生於美國伊利諾州羅賓斯，女演員、歌手與配音員。在成為演員之前，她在艾靈頓公爵與Lionel Hampton的樂園中擔任歌手。在電視劇《星際爭霸戰》中，她飾演企業號上的首席通信官妮歐塔·烏瑚拉，這也成為她最著名的角色。在美國電視史上，這是首次讓一位女性非洲裔美國人演出黑奴之外的角色。

## 生平

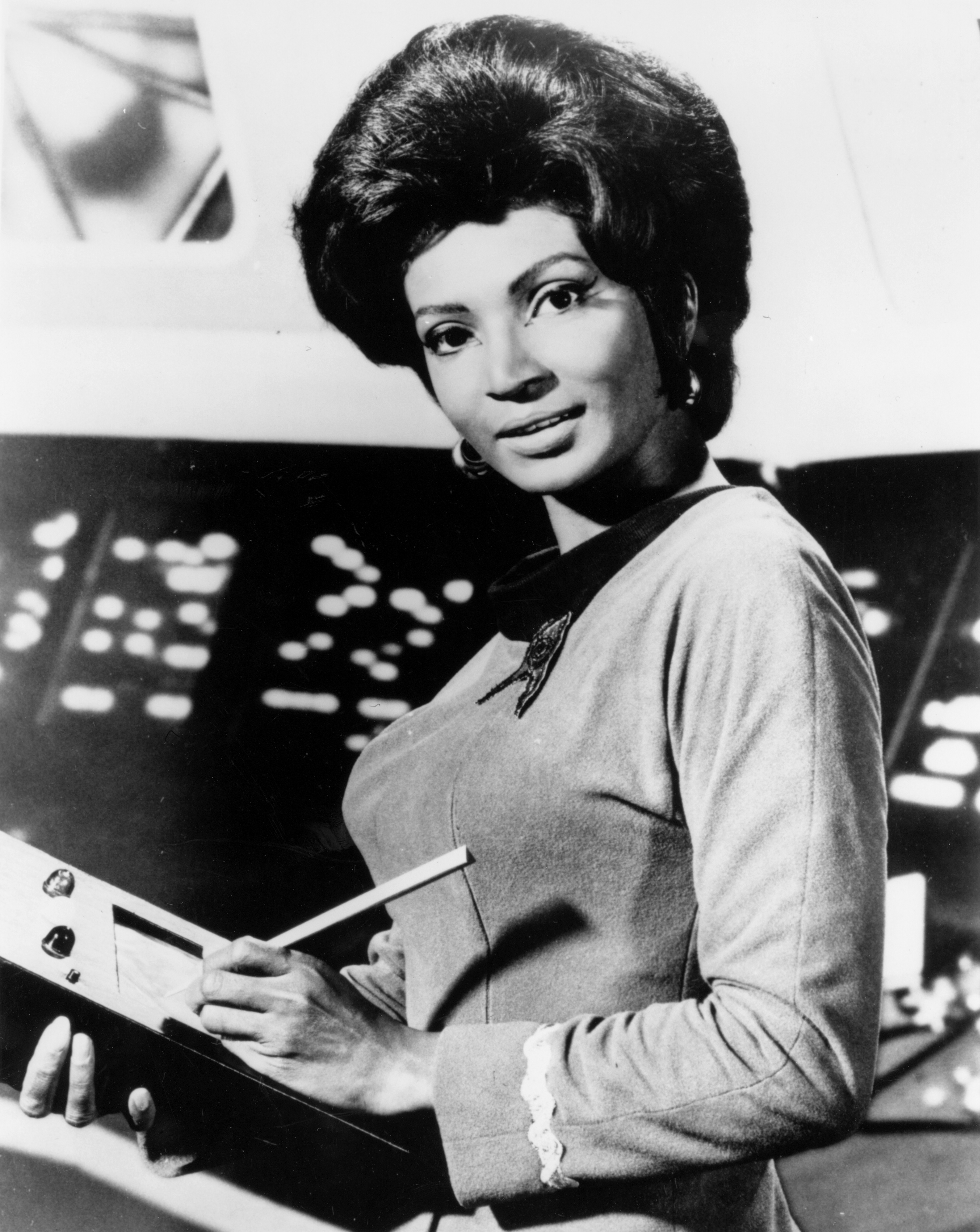
1967年《星空奇遇記》劇照

1968年12月22日，在《星際爭霸戰》劇集中，播出妮雪兒·尼柯斯飾演的通信官妮歐塔·烏瑚拉與企業號艦長詹姆斯·T·柯克（威廉·夏特纳飾）之間的親吻戲，這是美國電視史上首次播出跨種族（白人與非白人）的親吻戲。
2018年，尼柯斯診斷出患有失智症。她隨後宣布將舉辦告別大會宣布將退休的消息。2022年7月30日，尼柯斯逝世，享壽89歲。

## 外部連結
- 妮雪兒·尼柯斯在互联网电影资料库（IMDb）上的資料（英文）
- TCM电影资料库上妮雪兒·尼柯斯的资料（英文）
- 在AllMovie上妮雪兒·尼柯斯的頁面（英文）
- 網路推理小說資料庫上的Nichelle Nichols
- 在美国电视档案馆上的妮雪兒·尼柯斯採訪視頻
- 妮雪兒·尼柯斯的Discogs页面（英文）